# Разарач Загреб
Разарач Загреб (званични назив: Краљевски брод Загреб) је био трећи од три брода серије југословенских разарача класе Београд. Добио је име по граду Загребу, који је у Краљевини Југославији био главни град Бановине Хрватске. У време избијања Априлског рата 1941. године, разарач Загреб и друга два брода његове класе — Београд и Љубљана, заједно с великим разарачем Дубровник, представљали су најмодерније ратне бродове Краљевине Југославије, с тим да је разарач Љубљана био ван употребе после удеса приликом маневра упловљења у Шибеник.

## Настанак и служба
Након увођења у погон великог разарача Дубровник, Краљевина Југославија је наручила у Француској једну малу серију разарача, мање величине. Бродове је пројектовала француска фирма Ateliers et Chantiers de la Loire. Један брод је изграђен у француској, а следећа два су изграђена у југословенским бродоградилиштима. Наоружање за бродове је испоручила чехословачка фирма Шкода, а погонски уређаји су набављени код британских компанија — котлови код Јароуа Yarrow Shipbuilders, а парне турбине код Парсонса Parsons Marine Steam Turbine Company.
Као ни већина осталих југословенских ратних бродова није учествовао у борби. Пошто је 17. априла 1941. претила опасност да падне у руке Краљевине Италије, разарач су потопили експлозивом поручници бојног брода I класе Сергеј Машера и Милан Спасић. Краљ Петар II их је 1942. године одликовао орденом Карађорђеве звезде с мачевима IV реда, а 10. септембра 1973. године су проглашени за народне хероје, јер су добровољно жртвовали своје животе.
Модел разарача постоји у „Техничком музеју” у Загребу, „Војном музеју” у Београду и Поморском музеју Црне Горе у Котору.